# Coris julis
Coris julis là một loài cá biển thuộc chi Coris trong họ Cá bàng chài. Loài này được mô tả lần đầu tiên vào năm 1758.

## Từ nguyên
Từ định danh của loài bắt nguồn từ ilus, tên gọi cổ xưa của một loài cá bàng chài.

## Phạm vi phân bố và môi trường sống
C. julis có phạm vi phân bố rải rác ở vùng biển Bắc Âu (nhưng không được biết đến tại Vương quốc Anh và Ireland), và từ bờ biển bán đảo Iberia trải dài xuống phía nam đến Sénégal, bao gồm các nhóm đảo ngoài khơi là Açores, quần đảo Savage, Madeira và quần đảo Canaria. Từ Sénégal (và có thể là một phần phía nam Tây Sahara) dọc theo bờ biển Tây Phi về phía nam là phạm vi của Coris atlantica, một loài trước đây được xem là danh pháp đồng nghĩa với C. julis.
C. julis cũng xuất hiện ở hầu hết đường bờ biển Địa Trung Hải, nhưng ít khi được nhìn thấy ở lưu vực phía đông, và không được ghi nhận ở Síp và Israel, ngoại trừ một lần quan sát ở Liban. Phạm vi của loài này còn mở rộng về phía đông đến bờ tây của Biển Đen, thông qua biển Marmara nối với Địa Trung Hải.
Môi trường sống của C. julis là vùng duyên hải và cận duyên hải, gần các mỏm đá ngầm và trong các thảm cỏ biển, độ sâu đến ít nhất là 120 m. Vào mùa đông, chúng có thể được tìm thấy ở vùng nước sâu hơn.
Quần thể ở Địa Trung Hải và Đại Tây Dương có sự khác biệt đáng kể về mặt hình thái và di truyền, nhiều khả năng là hai loài riêng biệt.

## Mô tả
C. julis có chiều dài cơ thể tối đa được ghi nhận là 30 cm. Cá cái và cá con màu nâu đỏ đến nâu sẫm, với dải trắng ở hai bên thân. Cá đực màu xanh lục với một dải zigzag màu cam hoặc đỏ dọc theo chiều dài cơ thể, từ mõm băng ngang mắt kéo dài đến cuống đuôi. Vùng thân dưới màu trắng. Có 3 tia gai vây lưng đầu tiên vươn dài, bao quanh bởi một vệt đốm đen và đỏ/cam. Sau gốc vây ngực có một vệt đen.
Số gai vây lưng: 8–10; Số tia vây ở vây lưng: 11–12; Số gai vây hậu môn: 3; Số tia vây ở vây hậu môn: 11–12.

## Sinh thái học
Thức ăn của C. julis là các loài giáp xác, chân bụng và cầu gai. Chúng có thể sống theo từng nhóm nhỏ hoặc đơn độc. Cá đực lớn thiết lập cho mình một lãnh thổ riêng, và sẽ giao phối lần lượt với những con cá cái trong hậu cung của nó. Cá đực nhỏ hơn sẽ sinh sản theo đàn. C. julis có thể vùi mình vào cát khi gặp nguy hiểm hoặc ngủ vào ban đêm.
C. julis là loài lưỡng tính tiền nữ, tức cá cái có thể chuyển đổi giới tính thành cá đực. Theo ghi nhận, cá cái chuyển thành cá đực trước khi chúng đạt đến chiều dài 18 cm, vì những cá thể có chiều dài trên 18 cm đều là con đực. Việc chuyển đổi giới tính có thể mất từ vài tuần đến 5,5 tháng.